# Seiland Nemzeti Park
A Seiland Nemzeti Park Norvégia legészakibb, Finnmark megyéjében egy part menti szigeten terül el. A szigeten két gleccser is található, a Seilandsjøkelen és a Nordmannsjøkelen. Legmagasabb pontja az 1078 méteres Seilandstuva hegy. A park területéből 9,6 km² vízfelület, főleg fjordok.